# サイバー犯罪
サイバー犯罪（サイバーはんざい）とは、主にコンピュータやネットワーク上で行われる犯罪の総称。ネット犯罪（ねっとはんざい）とも称される。近年においても犯罪数や規模が増加している。
警察庁はいくつかの報告書にてサイバー犯罪を「インターネット等の高度情報通信ネットワークを利用した犯罪やコンピュータ又は電磁的記録を対象とした犯罪等の情報技術を利用した犯罪」としている。

## 概要
ネットワーク上の不法取引やデータの大量配布による著作権侵害、法律に違反するデータの公開などが主だが、その他に匿名掲示板を用いた信用毀損や業務妨害、名誉毀損もある。国によって適用する法律が異なる。ネットワークが世界規模（ワールドワイド）であることやコンピュータの発達、新技術などを用いた手口の巧妙化などを背景に、これら犯罪は複雑化と高度化が進んでいる。

## 詳細
ネットにおける不正行為の一部を掲載する。
- 所謂コンピュータウイルスの作成、提供、供用、取得、保管行為(不正指令電磁的記録に関する罪)
- 半グレによる特殊詐欺、屋根診断詐欺の構成員募集
- わいせつな文書､図画､電磁的記録に係る記録媒体その他の物を頒布し､又は公然と陳列する行為(わいせつ電磁的記録媒体陳列罪)
- 他人のSNSアカウント等の不正アクセス行為(不正アクセス行為の禁止等に関する法律)
- ファイル交換ソフトなどによる違法ダウンロード(著作権法)
- DVD・デジタル放送など音楽・映像データの不正コピーガード解除して複製する行為
- ゲームのチート行為(電子計算機損壊等業務妨害罪)
- 様々なサイト内の広告掲出から「広告費搾取」をボットによって自動的に行い、日本だけでも年間千億円単位の被害が試算されているアドフラウド。搾取の主体には反社会的組織や国際テロ組織が推定されている[4]。

## 日本の対策
- 警察庁はサイバー犯罪対策として1997年9月18日に情報システム安全対策指針を制定し1999年11月22日一部改正。その後2000年2月に警察庁情報セキュリティ政策大系を制定し2004年8月に新たに警察庁情報セキュリティ政策大系-2004を策定、2005年に警察庁情報セキュリティ重点施策プログラムを策定した[5]。その他サイバー犯罪の予防策・対処法を啓発するとともに、毎年総合セキュリティ対策会議を開催していた[6]。
- 警察庁にはサイバー警察局情報技術解析課のサイバーフォースセンター（サイバーテロ対策技術室）がある。
- 警視庁ではサイバー犯罪捜査官を特別捜査官として採用している。
- 日本全国の警察本部にはサイバー犯罪対策室などの名称で対策を主務とする組織がある。
- 内閣は2000年に成立した高度情報通信ネットワーク社会形成基本法（IT基本法）に基づき2001年に高度情報通信ネットワーク社会推進戦略本部（IT総合戦略本部）を設置した。内閣官房にはサイバーセキュリティセンターがある。
- 総務省は情報流通行政局情報流通振興課に情報セキュリティ対策室、経済産業省は商務情報政策局情報経済課に情報セキュリティ政策室を設置していた。総務省と経済産業省は連携プロジェクトとしてサイバークリーンセンター運営委員会のもとコンピュータウイルス対策のサイバークリーンセンターを運営していた。
- 防衛省には共同の部隊の自衛隊サイバー防衛隊と、陸上自衛隊のサイバー防護隊がある。
- 2011年6月17日にサイバー犯罪に対応すべく、サイバー刑法（情報処理の高度化等に対処するための刑法等の一部を改正する法律）が成立し、刑法その他の関係法令が改正された。

## 事例
- 2011年1月16日 パチンコの業界団体「東日本遊技機商業協同組合」を解雇された元顧問であったソフトウェア開発会社の社長が、その団体のサーバに侵入し、秘密情報を取得し不正競争防止法などの疑いで逮捕された。団体理事長の会社に損害を与えようと、情報をもとに文章を作成し、加盟各社に送付していた。2009年4月改正後、初適用[7][8][9]。
- 2011年1月27日 フェイスブックに、連続して不正なメッセージを掲載されたと報道された。まず、1月23日の日曜日の夜、フランスのニコラ・サルコジ大統領が、「私は辞任します」という偽情報が掲載された[10]。続いて、1月27日 Facebookのマーク・ザッカーバーグCEOのファンページにも偽情報が書き込まれた[11]。また、Facebookは1月25日、7月1日からすべてのFacebookゲーム開発者に、同社の仮想通貨システム「Facebook Credits」を使った決済処理を義務づける。と報道されている[12]。
- 2014年2月、仮想通貨ビットコインを扱う東京の大手取引所マウントゴックスから、不正アクセスにより同社が管理していたビットコイン85万枚（約490億円相当）が流出していたことが判明した。不正アクセスによりほぼ全ての資産を失ったマウントゴックスは、同月28日に約65億100万円の負債を抱え倒産した[13]。ただし本件については内部犯行の可能性も強く指摘されている[14]。
- 2015年1月、サイバー攻撃にて不正に入手した情報を利用してのインサイダー取引が欧米で報告されている事が報じられた。米セキュリティ企業のレポートを引用する形で報じた産経新聞によれば、2013年ごろから既に100件以上の攻撃例があり、組織的に行われた場合に発覚が難しく、既に日本で発覚していないだけで行われている可能性があると報じている[15]。
- 2016年2月、バングラデシュ中央銀行への不正アクセスによる同国の外貨準備10億ドル（約1100億円）を狙ったハッキング事件が発生した。担当者が異常に気付くまでに8100万ドル（約92億円）が不正に送金されてしまい、同年3月現在資金は回収できていない[16]。その後の調査の結果、本件は北朝鮮によるサイバー攻撃であったと結論されている[17]。